# AB Motoracing
AB Motoracing — чеська приватна мотогоночна команда, що виступала у чемпіонаті світу з шосейно-кільцевих мотоперегонів MotoGP в 2006-2015 роках.

## Історія
Команда вперше взяла участь у чемпіонаті світу з шосейно-кільцевих мотоперегонів MotoGP в 2006 році під назвою «Cardion AB». В дебютному сезоні у класі 125сс її представляв Карел Абрахам, в класі 250cc — Якуб Смарж; обоє виступали на мотоциклах Aprilia.
З 2007 по 2009 роки команда була представлена лише у класі 250сс Карелом Абрахамом, який виступав теж на Aprilia.
У 2010 році «Cardion AB Motoracing» змагалася у новому класі Moto2, використовуючи шасі RSV та FTR. У цьому сезоні на Гран-Прі Валенсії Абрахам здобув першу перемогу для себе і команди.
В сезоні 2011 року команда перейшла до найпрестижнішого класу — MotoGP, підписавши контракт з Ducati, який згодом було продовжено до 2012 року. «Cardion AB Motoracing» стала першою чеською командою у «королівському» класі.
На сезон 2013 року вони змінили постачальника мотоциклів на ART-Aprilia.  У середині сезону, на Гран-Прі Індіанаполісу, Абрахам зазнав травми плеча. І, хоча він і виступав на наступному етапі у Чехії, але, через серйозність травми, змушений був завершити свої виступи у цьому сезоні. Йому на зміну керівництво команди вирішило запросити італійського гонщика Луку Скассу, який до цього виступав у серії World Supersport.
У сезоні 2014 команду знову представляв лише Абрахам, для якого був придбаний мотоцикл Honda RCV1000R. Найкращими його результатами стало два 11-их місця.

## Статистика виступів
| Сезон | Клас   | Мотоцикл                | №  | Гонщик          | Гонки | Пер | Под | ПП | НК | ОГ   | МГ | Очки | Місце |
| ----- | ------ | ----------------------- | -- | --------------- | ----- | --- | --- | -- | -- | ---- | -- | ---- | ----- |
| 2006  | 125cc  | Aprilia                 | 44 | Карел Абрахам   | 16    | 0   | 0   | 0  | 0  | 8    | 24 | —    | —     |
| 2006  | 250cc  | Aprilia                 | 96 | Якуб Смрж       | 16    | 0   | 0   | 0  | 0  | 58   | 12 | —    | —     |
| 2007  | 250cc  | Aprilia                 | 17 | Карел Абрахам   | 17    | 0   | 0   | 0  | 0  | 31   | 16 | —    | —     |
| 2008  | 250cc  | Aprilia                 | 17 | Карел Абрахам   | 15    | 0   | 0   | 0  | 0  | 40   | 16 | —    | —     |
| 2009  | 250cc  | Aprilia                 | 17 | Карел Абрахам   | 16    | 0   | 0   | 0  | 0  | 74   | 14 | —    | —     |
| 2010  | Moto2  | RSV                     | 17 | Карел Абрахам   | 2     | 0   | 0   | 0  | 0  | 96   | 10 | —    | —     |
| 2010  | Moto2  | FTR Moto M210           | 17 | Карел Абрахам   | 12    | 1   | 2   | 0  | 1  | 96   | 10 | —    | —     |
| 2011  | MotoGP | Ducati Desmosedici GP11 | 17 | Карел Абрахам   | 16    | 0   | 0   | 0  | 0  | 64   | 14 | 64   | 9     |
| 2012  | MotoGP | Ducati Desmosedici GP12 | 17 | Карел Абрахам   | 16    | 0   | 0   | 0  | 0  | 59   | 14 | 59   | 9     |
| 2012  | MotoGP | Ducati Desmosedici GP12 | 2  | Франко Баттаіні | 1     | 0   | 0   | 0  | 0  | 0    | —  | 59   | 9     |
| 2013  | MotoGP | ART                     | 17 | Карел Абрахам   | 12    | 0   | 0   | 0  | 0  | 5    | 24 | 5    | 13    |
| 2013  | MotoGP | ART                     | 23 | Лука Скасса     | 5     | 0   | 0   | 0  | 0  | 5    | —  | 5    | 13    |
| 2014  | MotoGP | Honda RCV1000R          | 17 | Карел Абрахам   | 18    | 0   | 0   | 0  | 0  | 33   | 17 | 33   | 11    |
| 2015  | MotoGP | Honda RC213V-RS         | 7  | Хіросі Аояма    | 1(4)  | 0   | 0   | 0  | 0  | 0(5) | 25 | 0    | —     |
| 2015  | MotoGP | Honda RC213V-RS         | 13 | Ентоні Вест     | 3     | 0   | 0   | 0  | 0  | 0    | —  | 0    | —     |
| 2015  | MotoGP | Honda RC213V-RS         | 17 | Карел Абрахам   | 11    | 0   | 0   | 0  | 0  | 0    | —  | 0    | —     |
| 2015  | MotoGP | Honda RC213V-RS         | 24 | Тоні Еліас      | 1(6)  | 0   | 0   | 0  | 0  | 0(2) | 27 | 0    | —     |
| 2015  | MotoGP | Honda RC213V-RS         | 64 | Косуке Акійоші  | 1     | 0   | 0   | 0  | 0  | 0    | —  | 0    | —     |